# 서한 (사람)
서한(徐悍, ? ~ 기원전 145년)은 전한 전기의 군인이다.

## 생애
문제 전7년(기원전 173년), 아버지 서려의 뒤를 이어 축자후(祝茲侯)에 봉해졌다.
문제 후6년(기원전 159년) 겨울, 흉노가 상군·운중군을 침략하였다. 서한은 극문(棘門)에 주둔하여 영면·소의·장무·주아부·유례와 함께 응전을 준비하였으나, 몇 달 후 흉노가 돌아가니 모두 철수하였다.
문제 후7년(기원전 158년), 문제가 붕어하였다. 속국(屬國) 서한은 문제의 유언으로 장둔장군(將屯將軍)에 임명되었다.
축자강후 29년(기원전 145년)에 죽어 시호를 강(康)이라 하였고, 아들 서언이 작위를 이었다.

## 출전
- 사마천, 《사기》
  - 권10 효문본기
  - 권19 혜경간후자연표
- 반고, 《한서》
  - 권4 문제기
  - 권16 고혜고후문공신표